# 月輪忠基
月輪 忠基（つきのわ ただもと）は、鎌倉時代後期の公卿。非参議従三位右中将。父は正三位右中将月輪良忠。光明照院関白二条兼基の猶子となる。後嗣がなかったため、内大臣九条基家の後裔である月輪家は父良忠の弟良兼の子孫が継いでいくことになった。

## 経歴
以下、『公卿補任』及び『尊卑分脈』に基づいて記述する。

- 正安3年（1301年）5月17日、叙爵。同日、侍従に任ぜられる[1]。
- 乾元元年（1302年）7月21日、従五位上に昇叙。
- 嘉元元年（1303年）1月28日、右少将に任ぜられる。同年8月28日、正五位下に昇叙。
- 嘉元4年（1306年）1月5日、従四位下に昇叙[2]。
- 徳治2年（1307年）1月27日、周防介を兼ねる。
- 延慶2年（1309年）11月23日、従四位上に昇叙。
- 延慶4年（1311年）3月30日、正四位下に昇叙。
- 応長2年（1312年）1月13日、右中将に転任。
- 文保元年（1317年）1月6日、従三位に叙される。右中将は元の如し。
- 元応元年（1319年）薨去[3]。